# Zographus
Zographus es un género de escarabajos longicornios de la tribu Sternotomini.

## Especies
- Zographus aulicus Bertoloni, 1849
- Zographus cingulatus Aurivillius, 1913
- Zographus hieroglyphicus Gerstäcker, 1855
- Zographus lineatus (Quedenfeldt, 1882)
- Zographus nitidus (Aurivillius, 1914)
- Zographus niveipectus (Quedenfeldt, 1888)
- Zographus nivisparsus (Chevrolat, 1844)
- Zographus oculator (Fabricius, 1775)
- Zographus plicaticollis Thomson, 1868
- Zographus pulverulentus Nonfried, 1906
- Zographus quadrimaculatus Gilmour, 1956
- Zographus regalis (Browning, 1776)
- Zographus regalis lualabensis Le Moult, 1939
- Zographus regalis oboutensis Teocchi, Sudre & Jiroux, 2014
- Zographus regalis quadrimaculatoides Breuning, 1969
- Zographus scabricollis (Quedenfeldt, 1882)